# Patrick Revelli
Patrick Revelli (Mimet, 22 de juny def 1951) fou un futbolista francès de la dècada de 1970. El seu germà Hervé Revelli també fou futbolista.
Destacà com a jugador de Saint-Étienne i la selecció francesa.

## Palmarès
Saint-Étienne
- Ligue 1: 1969–70, 1973–74, 1974–75, 1975–76
- Coupe de France: 1973–74, 1974–75, 1976–77